# Brigada 93
Brigada 93 é uma das muitas milícias que se formaram na sequência da Guerra Civil Líbia de 2011. É baseada em Bani Walid, um ex-reduto do regime Gaddafi. A milícia é composta principalmente por aqueles ainda leais a Muammar Gaddafi.
A brigada foi nomeada após a tentativa de golpe de Estado contra Gaddafi em 1993 por membros da tribo Warfalla. Salem al-Ouaer, um membro da tribo Warfalla que ficou do lado de Gaddafi durante o golpe, é acreditado por chefiar a milícia.
Em janeiro de 2012, a brigada esteve envolvida na "revolução verde" em Bani Walid. Em 25 de janeiro, a sua revolta inesperada levou à retirada das forças do Conselho Nacional de Transição de Bani Walid.